# 1999 год в спорте
Список 1999 год в спорте перечисляет спортивные события, произошедшие в 1999 году.

## Россия
- Командный чемпионат России по спидвею 1999;
- Первенство России по хоккею с мячом среди команд первой лиги 1998/1999;
- Чемпионат России по конькобежному спорту в классическом многоборье 1999;
- Чемпионат России по фигурному катанию на коньках 1999;
- Чемпионат России по хоккею с мячом 1998/1999;
- Чемпионат России по хоккею с шайбой среди женщин 1999/2000;
- Чемпионат России по шахматам 1999;

### Баскетбол
- Чемпионат России по баскетболу 1998/1999;
- Чемпионат России по баскетболу 1999/2000;
- Чемпионат России по баскетболу среди женщин 1998/1999;
- Чемпионат России по баскетболу среди женщин 1999/2000;
- Созданы клубы:
  - «Спартак-Приморье»;
  - «ТЕМП-СУМЗ»;

### Волейбол
- Чемпионат России по волейболу среди женщин 1998/1999;
- Чемпионат России по волейболу среди женщин 1999/2000;
- Чемпионат России по волейболу среди мужчин 1998/1999;
- Чемпионат России по волейболу среди мужчин 1999/2000;

### Футбол
- Первая лига ПФЛ 1999;
- Вторая лига ПФЛ 1999;
- Третья лига ПФЛ 1999;
- Кубок России по футболу 1998/1999;
- Кубок России по футболу 1999/2000;
- Чемпионат России по футболу 1999;
- Клубы в сезоне 1999 года:
  - ФК «Амкар» в сезоне 1999;
  - ФК «Анжи» в сезоне 1999;
  - ФК «Крылья Советов» Самара в сезоне 1999;
  - ФК «Спартак» Москва в сезоне 1999;
  - ФК «Ротор» в сезоне 1999;
- Созданы клубы:
  - «Балтика-Тарко»;
  - «Кооператор»;
  - «Крымтеплица»;
  - «Ника» (Москва);
  - «Химик-Россошь»;
- Расформирован клуб «Девон» (Альметьевск);
- Расформирован женский клуб «Калужанка»;
- Созданы мини-футбольные клубы:
  - «Динамо» (Москва);
  - «Прогресс»;
  - «Спартак»;
  - «Тюмень»;

### Хоккей с мячом
- Первенство России по хоккею с мячом среди команд первой лиги 1998/1999;
- Первенство России по хоккею с мячом среди команд первой лиги 1999/2000;
- Чемпионат России по хоккею с мячом 1998/1999;
- Чемпионат России по хоккею с мячом 1999/2000;

### Хоккей с шайбой
- Чемпионат России по хоккею с шайбой 1998/1999;
- Чемпионат России по хоккею с шайбой 1999/2000;
- Чемпионат России по хоккею с шайбой среди женщин 1998/1999;
- Чемпионат России по хоккею с шайбой среди женщин 1999/2000;
- Создан клуб «Капитан»;

## Международные события
- Зимняя Универсиада 1999;
- Кубок мира по биатлону 1998/1999;
- Кубок мира по биатлону 1999/2000;
- Летняя Универсиада 1999;
- Международный шахматный турнир Прага 1999;

### Чемпионаты Европы
- Чемпионат Европы по бейсболу 1999;
- Чемпионат Европы по мини-футболу 1999;
- Чемпионат Европы по международным шашкам среди мужчин 1999;
- Чемпионат Европы по фигурному катанию 1999;

### Чемпионаты мира
- Чемпионат мира по академической гребле 1999;
- Чемпионат мира по американскому футболу 1999;
- Чемпионат мира по боксу 1999;
- Чемпионат мира по борьбе 1999;
- Чемпионат мира по гребле на байдарках и каноэ 1999;
- Чемпионат мира по конькобежному спорту в классическом многоборье 1999;
- Чемпионат мира по лёгкой атлетике в помещении 1999;
- Чемпионат мира по лыжным видам спорта 1999;
- Чемпионат мира по международным шашкам среди женщин 1999;
- Чемпионат мира по пляжному футболу 1999;
- Чемпионат мира по регби 1999;
- Чемпионат мира по сноуборду 1999;
- Чемпионат мира по спортивной гимнастике 1999;
- Чемпионат мира по стендовой стрельбе 1999;
- Чемпионат мира по стрельбе из лука 1999;
- Чемпионат мира по фигурному катанию 1999;
- Чемпионат мира по фигурному катанию среди юниоров 2000;
- Чемпионат мира по фристайлу 1999;
- Чемпионат мира по хоккею с мячом 1999;
- Чемпионат мира по художественной гимнастике 1999;

#### Чемпионат мира по лёгкой атлетике 1999
- Бег на 10 000 метров (мужчины);
- Бег на 100 метров (мужчины);
- Бег на 1500 метров (мужчины);
- Бег на 3000 метров с препятствиями (мужчины);
- Бег на 5000 метров (женщины);
- Бег на 5000 метров (мужчины);
- Бег на 800 метров (мужчины);
- Метание копья (мужчины);
- Прыжки в высоту (мужчины);
- Прыжки в длину (мужчины);
- Прыжки с шестом (мужчины);
- Толкание ядра (мужчины);
- Тройной прыжок (мужчины);

### Баскетбол
- Евролига ФИБА 1998/1999;
- Евролига ФИБА 1999/2000;
- Чемпионат Европы по баскетболу 1999;
- Чемпионат Европы по баскетболу среди женщин 1999;
- Чемпионат мира по баскетболу среди ветеранов 1999;
- Созданы клубы:
  - «Кёльн 99»;
  - «Киев»;
  - «Коннектикут Сан»;
  - «Миннесота Линкс»;
  - «Синьцзян Флайн Тайгерс»;
  - «Франкфурт»;
  - «Фуцзянь Сюньсин»;

### Биатлон
- Общий зачёт Кубка мира по биатлону 1998/1999;
- Общий зачёт Кубка мира по биатлону 1999/2000;
- Чемпионат Европы по биатлону 1999;
- Чемпионат мира по биатлону 1999;

### Волейбол
- Волейбол на Всеафриканских играх 1999;
- Волейбол на летних Олимпийских играх 2000 (квалификация);
- Волейбол на Панамериканских играх 1999;
- Кубок Америки по волейболу 1999;
- Кубок европейских чемпионов по волейболу среди женщин 1998/1999;
- Кубок европейских чемпионов по волейболу среди женщин 1999/2000;
- Кубок мира по волейболу среди женщин 1999;
- Кубок мира по волейболу среди мужчин 1999;
- Мировая лига 1999 (волейбол);
- Мировой Гран-при по волейболу 1999;
- Чемпионат Азии по волейболу среди женщин 1999;
- Чемпионат Азии по волейболу среди мужчин 1999;
- Чемпионат Африки по волейболу среди женщин 1999;
- Чемпионат Африки по волейболу среди мужчин 1999;
- Чемпионат Европы по волейболу среди женщин 1999;
- Чемпионат Европы по волейболу среди женщин 1999 (квалификация);
- Чемпионат Европы по волейболу среди мужчин 1999;
- Чемпионат Европы по волейболу среди мужчин 1999 (квалификация);
- Чемпионат мира по волейболу среди женских молодёжных команд 1999;
- Чемпионат Северной, Центральной Америки и Карибского бассейна по волейболу среди женщин 1999;
- Чемпионат Северной, Центральной Америки и Карибского бассейна по волейболу среди мужчин 1999;
- Чемпионат Украины по волейболу среди женщин 1998/1999;
- Чемпионат Украины по волейболу среди женщин 1999/2000;
- Чемпионат Украины по волейболу среди мужчин 1998/1999;
- Чемпионат Украины по волейболу среди мужчин 1999/2000;
- Чемпионат Южной Америки по волейболу среди женщин 1999;
- Чемпионат Южной Америки по волейболу среди мужчин 1999;

### Снукер
- British Open 1999 (1998/1999);
- British Open 1999 (1999/2000);
- Champions Cup 1999;
- Charity Challenge 1999;
- Irish Masters 1999;
- Scottish Masters 1999;
- Thailand Masters 1999;
- Гран-при 1999;
- Кубок наций 1999;
- Мастерс 1999;
- Открытый чемпионат Китая по снукеру 1999 (1998/1999);
- Открытый чемпионат Китая по снукеру 1999 (1999/2000);
- Открытый чемпионат Уэльса по снукеру 1999;
- Открытый чемпионат Шотландии по снукеру 1999;
- Официальный рейтинг снукеристов на сезон 1998/1999;
- Официальный рейтинг снукеристов на сезон 1999/2000;
- Снукерный сезон 1998/1999;
- Снукерный сезон 1999/2000;
- Чемпионат Великобритании по снукеру 1999;
- Чемпионат Европы по снукеру 1999;
- Чемпионат мира по снукеру 1999;

### Теннис
- Sparkassen Cup 1999;
- Кубок Кремля 1999;
  - Кубок Кремля 1999 в женском одиночном разряде;
  - Кубок Кремля 1999 в женском парном разряде;
  - Кубок Кремля 1999 в мужском одиночном разряде;
  - Кубок Кремля 1999 в мужском парном разряде;

### Футбол
- Матчи сборной России по футболу 1999;
- Матчи сборной СНГ по футболу;
- Кубок Либертадорес 1999;
- Кубок Мерконорте 1999;
- Кубок Меркосур 1999;
- Кубок Наследного принца Катара 1999;
- Кубок чемпионов КОНКАКАФ 1999;
- Кубок обладателей кубков УЕФА 1998/1999;
- Кубок УЕФА 1998/1999;
- Кубок УЕФА 1999/2000;
- Финал Кубка обладателей кубков УЕФА 1999;
- Финал Кубка УЕФА 1999;
- ФК БАТЭ в сезоне 1999;
- Футбольный матч Россия — Украина (1999);
- Футбольный матч Франция — Россия (1999);
- Созданы клубы:
  - «1625 Лиепая»;
  - «Аякс» (Кейптаун);
  - «Вильярреал Б»;
  - «Виста Эрмоса»;
  - «Галлиполи»;
  - «Ганьсу Тяньма»;
  - «Дачия» (Кишинёв);
  - «Депортес Копьяпо»;
  - «Депортиво Колония»;
  - «Иокогама»;
  - «Йокерит»;
  - «Ла-Рода»;
  - «Левадия»;
  - «Лузитанс»;
  - «Мика»;
  - «Мон-Дор»;
  - «УКАМ Мурсия»;
  - «Пальмира»;
  - «Пешмарга» (Сулеймания);
  - «Рига»;
  - «Роча»;
  - «Спортинг Клуб де Гоа»;
  - СЭНЭ;
  - «Такуарембо»;
  - «Тим Бат»;
  - «Тобол» (Тобольск);
  - «Фёклабрук»;
  - «Хоромхон»;
  - «Хэппи Энд»;
  - «Шэньян Дунцзинь»;
- Расформированы клубы:
  - «Адвис-Меховик»;
  - «Ваккер» (Инсбрук, 1915);
  - «Двин»;
  - «Ереван»;
  - «Лантана»;
  - «Маккаби Ирони»;
  - «Таллинна Садам»;
  - «Эребуни»;
- Созданы мини-футбольные клубы:
  - «АГБУ Арарат»;
  - «Аксьон 21»;
  - «Белавтосервис»;
  - «Будивел»;

#### Женский футбол
- Матчи женской сборной России по футболу 1999;
- Матчи молодёжной женской сборной России по футболу 1999;
- Чемпионат мира по футболу среди женщин 1999;

### Хоккей с шайбой
- Драфт НХЛ 1999;
- Исландская хоккейная лига 1998/1999;
- Исландская хоккейная лига 1999/2000;
- Кубок Шпенглера 1999;
- Матч всех звёзд НХЛ 1999;
- НХЛ в сезоне 1998/1999;
- НХЛ в сезоне 1999/2000;
- Хоккейный Евротур 1998/1999;
- Чемпионат мира по хоккею с шайбой 1999;
- Чемпионат мира по хоккею с шайбой 1999 (женщины);
- Чемпионат мира по хоккею с шайбой среди молодёжных команд 1999;
- Чемпионат мира по хоккею с шайбой среди юниорских команд 1999;
- Созданы клубы:
  - «Алматы»;
  - «Атланта Трэшерз»;
  - «Барыс»;
  - «Виннипег Джетс»;
  - «Грац Найнти Найнерс»;
  - «Латгале»;
  - «Монфорт»;
  - «Уилкс-Барре/Скрэнтон Пингвинз»;

## Моторные виды спорта
- Euro Open by Nissan 1999;
- Формула-1 в сезоне 1999;
- Чемпионат мира по ралли 1999;